# Mare del vinagre
La mare del vinagre és un biofilm gruixut i d'aspecte carnós que es produeix al final de la fermentació del vinagre. Està generada a partir del creixement de diverses espècies de bacteris de l'àcid acètic, com ara Acetobacter i Gluconobacter, en els compostos nitrogenats del vinagre.
La seva aparició està lligada a la fermentació acètica que succeeix a la fermentació alcohòlica de diverses begudes alcohòliques. Així doncs, la mare del vinagre sorgeix quan el vi o la sidra es piquen i agreixen, canviant-ne significativament les propietats organolèptiques prèvies.
La mare del vinagre procedent de vinagre de poma i de magrana és força acídic, d'aproximadament pH 3 (més que el propi vinagre). L'augment en la temperatura de fermentació de la sidra d'aquestes dues fruites per sobre del rang entre els 15 °C i els 25 °C afavoreix el creixement bacterià i la sedimentació de mares del vinagre.